# 오세아니아의 세계유산
다음은 오세아니아의 유네스코 세계유산 목록이다.

## 뉴질랜드
- 테 와히포우나무 국립공원(1990)

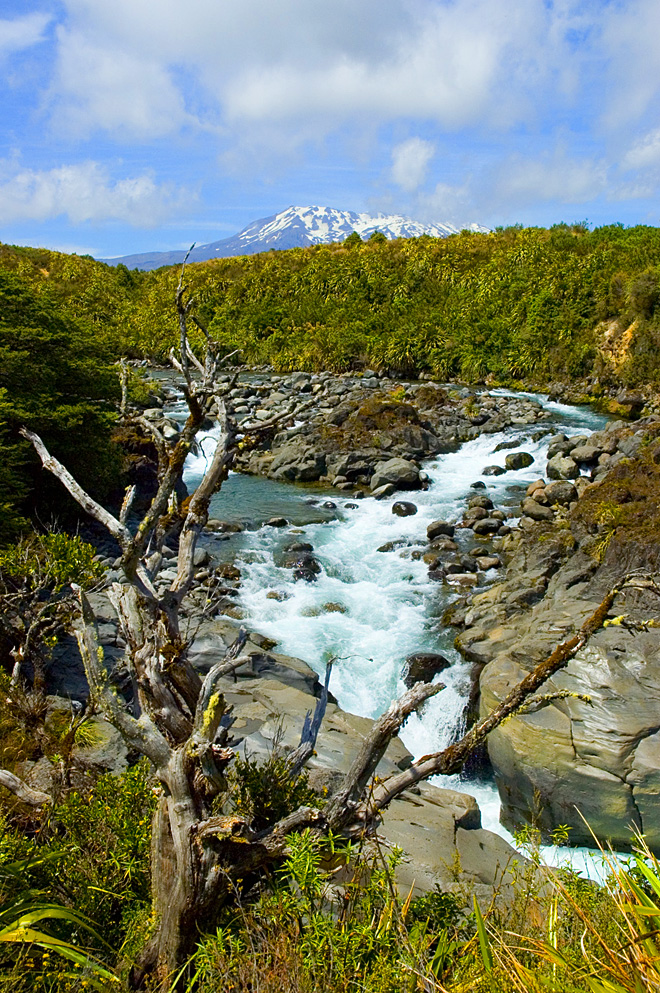
통가리로 국립공원

- 통가리로 국립공원(1990, 1993)
- 뉴질랜드의 남극 연안 섬(1998)

## MHL

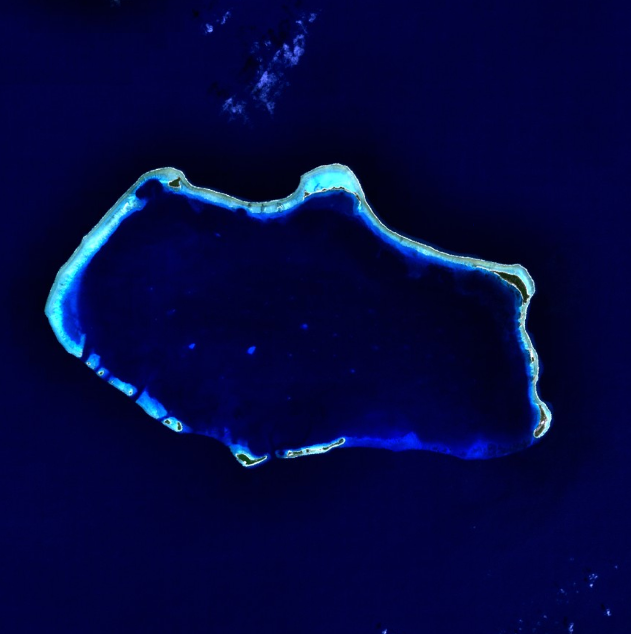
비키니 환초

## 마셜 제도
- 비키니 환초 핵 실험지(2010)

## 바누아투

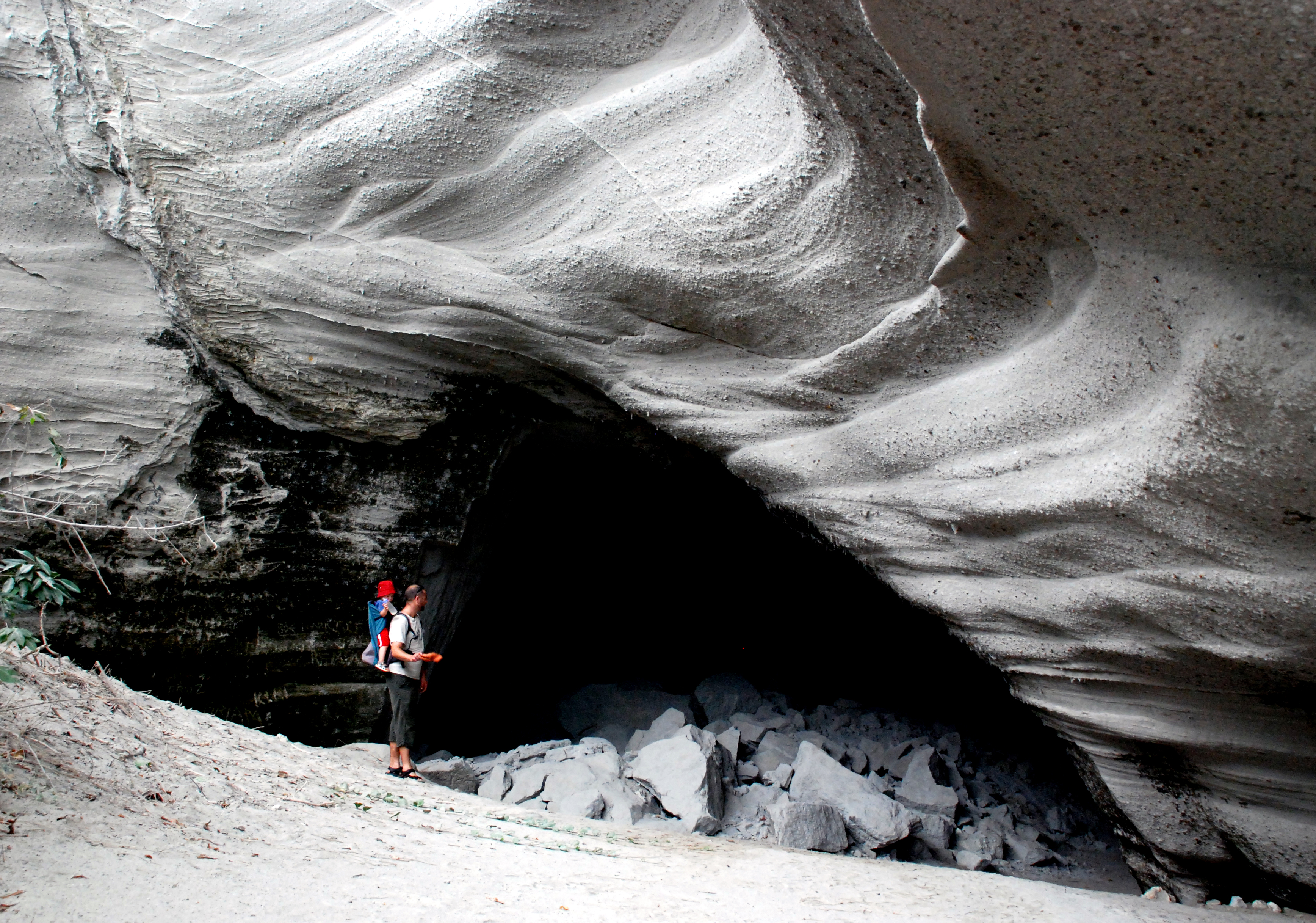
펠레스동굴

- 바누아투 로이 마타 추장 영지(2008)

## SLB

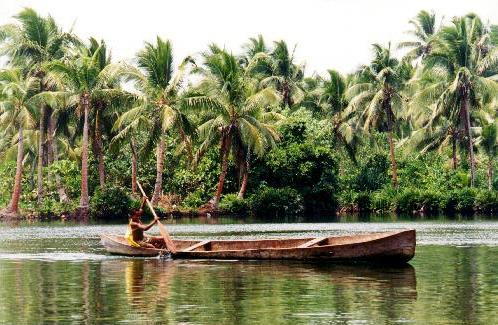
렌넬섬 동부

## 솔로몬 제도
- 렌넬섬 동부(1998)

## 오스트레일리아

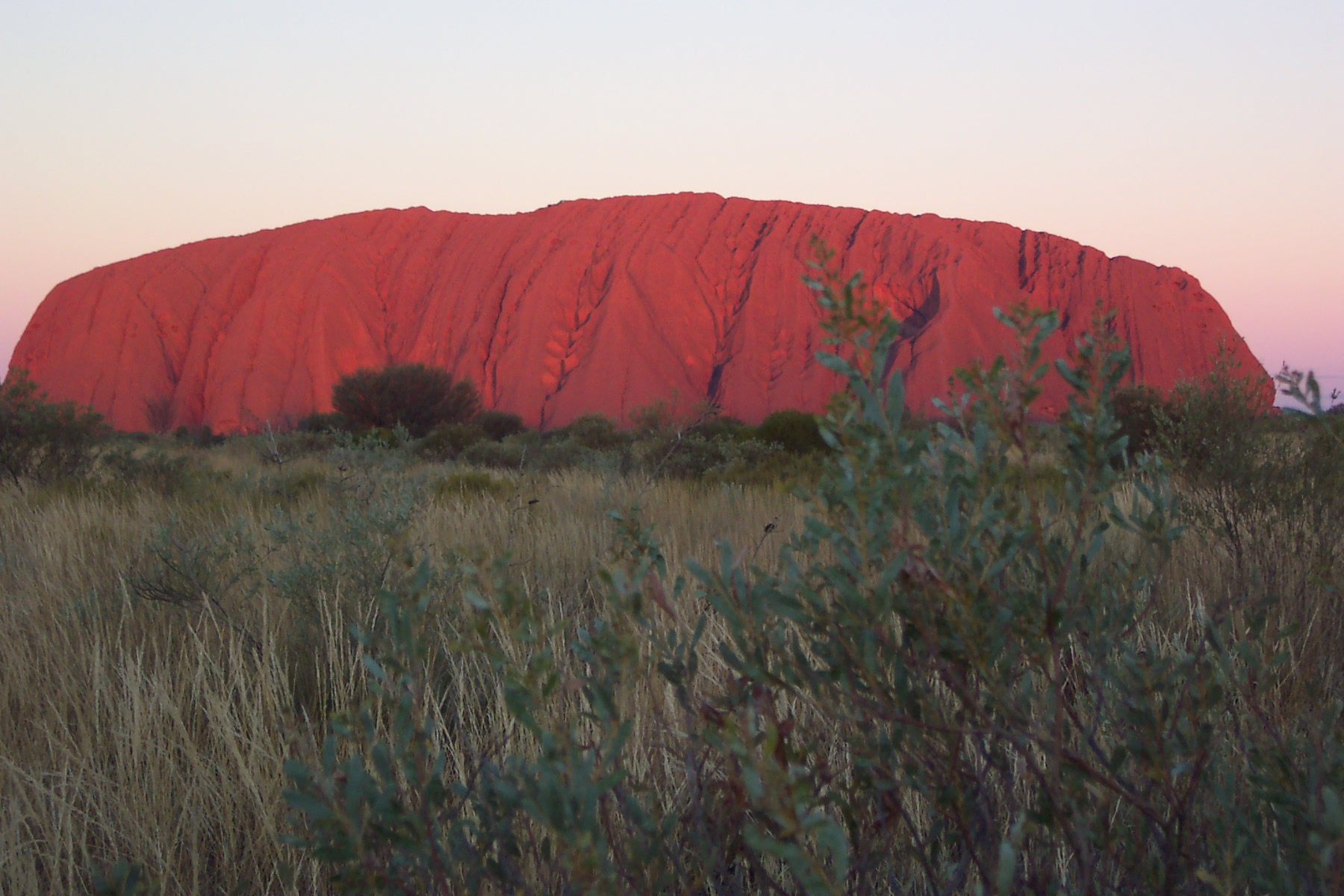
울루루

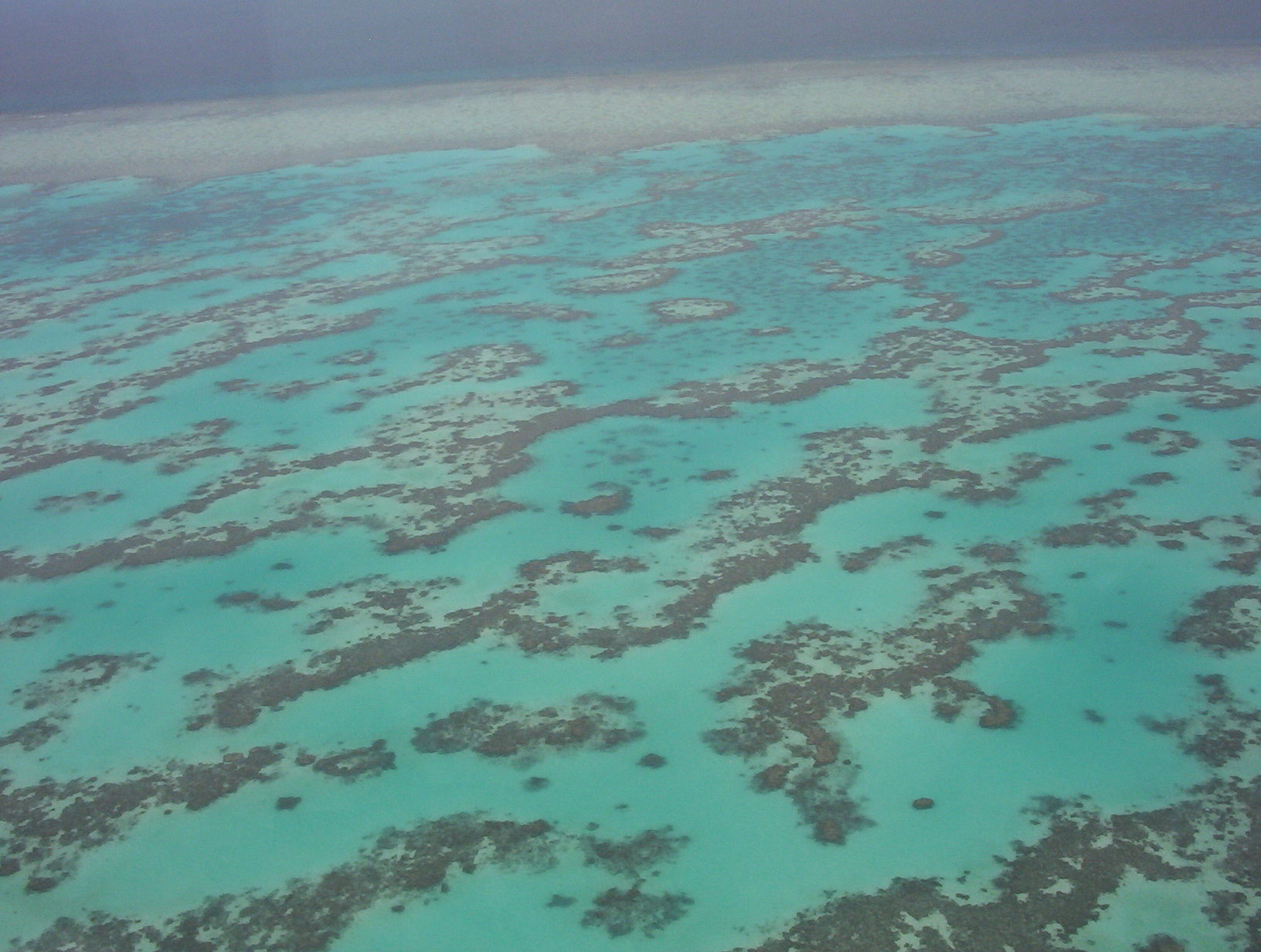
그레이트배리어리프

- 카카두 국립공원(1981, 1987, 1992)
- 그레이트배리어리프(1981)
- 윌랜드라 호수 지역(1981)
- 타즈매니안 야생지대(1982)
- 로드하우 군도(1982)
- 오스트레일리아(1986, 1994)
- 울루루 카타 추타 국립공원(1987, 1994)
- 퀸즐랜드 열대습윤지역(1988)
- 샤크만(1991)
- 프레이저섬(1992)
- 오스트레일리아 포유류 화석 보존지구(리버슬레이, 나라코르, 1994)
- 허드 맥도널드 제도(1997)
- 맥커리섬(1997)
- 블루마운틴 산악지대(2000)
- 푸눌룰루국립공원(2003)
- 왕립 전시회 빌딩과 칼튼 정원(2004)
- 시드니 오페라 하우스(2007)
- 오스트레일리아(2010)
- 닝갈루(2011)

## 키리바시
- 피닉스 제도 보호구역(2010)

## 팔라우
- 남석호의 바위섬 (2012)

## 파푸아뉴기니
- 쿠크 초기 농경지 (2008)

## 같이 보기
- 아시아의 세계유산
- 유럽의 세계유산
- 아프리카의 세계유산
- 북아메리카의 세계유산
- 남아메리카의 세계유산